# Sögerslättjärnen
Sögerslättjärnen är en sjö i Umeå kommun i Västerbotten och ingår i Hörnån-Öreälvens kustområde.